# Пухату (ручей)
Пу́хату (эст. Puhatu oja) — ручей на северо-востоке Эстонии, течёт по территории волости Алутагузе в уезде Ида-Вирумаа. Левый приток канала Городенка, впадающего в Нарву.
Длина ручья составляет 12,6 км (по другим данным — 14 км). Площадь водосборного бассейна равняется 33,7 км² (по другим данным — 30,3 км²).
Вытекает из северной оконечности озера Нуркъярв на высоте 42 м над уровнем моря. Почти на всём протяжении течёт по территории одноимённой деревни, преимущественно на юго-восток. В нижнем течении через правый приток сообщается с озёрами Корпони, Мартиска и Пухату. Впадает в канал Городенка на высоте 33,3 м над уровнем моря в пределах территории деревни Кунингакюла.